# 瓦倫西亞泰法
瓦倫西亞泰法是西班牙中世紀一個摩爾人王國，在現在的瓦倫西亞海岸附近，後倭馬亞王朝瓦解後產生。由1010年生存至1238年。
該泰法曾由10個王朝統治，並曾有一些著名征服者產生，如熙德。
在1238年被併入阿拉貢王國。